# Moby Ale Due
Die Moby Ale Due ist ein RoPax-Schiff der italienischen Reederei Moby Lines.

## Geschichte
Die Fähre wurde für Tirrenia von der italienischen Werft Fincantieri gebaut. Die Kiellegung des Schiffes erfolgte am 12. Juli 2000, der Stapellauf am 10. Februar 2001. Das Schiff wurde am 9. Juli 2001 abgeliefert und anschließend in Dienst gestellt. Im Januar 2024 wurde das Schiff in die Flotte von Moby Lines eingegliedert und erhielt den Namen Moby Ale Due. Es bedient die Route zwischen Genua und Porto Torres.

## Ausstattung
An Bord der Moby Ale Due gibt es verschiedene Restaurants und Vergnügungsmöglichkeiten, wie zum Beispiel ein Kino.
Ebenfalls bietet das Schiff Kabinen und Schlafsessel für die Unterbringung der Passagiere.

## Schwesterschiffe
Die Moby Ale Due hat zwei Schwesterschiffe, die Janas und die Athara von Tirrenia.